# Vulnerabili
Vulnerabili (Espèces menacées) è un film francese-belga del 2017 diretto da Gilles Bourdos. Il film è stato presentato nella sezione Orizzonti della 74ª Mostra internazionale d'arte cinematografica di Venezia.

## Trama
Il film è ambientato durante la stagione invernale, in costa azzurra. Nell'opera si intrecciano tre storie: quella di una giovane coppia di sposi che, col passare del tempo, vedrà la moglie essere vittima di violenza domestica da parte del marito; il padre di una figlia che non accetta il matrimonio tra la stessa e un docente universitario molto più anziano e la storia di uno studente universitario fragile.